# Camponotus sculptor
Camponotus sculptor är en myrart som beskrevs av Santschi 1920. Camponotus sculptor ingår i släktet hästmyror, och familjen myror. Inga underarter finns listade.